# Skärsjön (Torups socken, Halland, 631040-133441)
Skärsjön är en sjö i Hylte kommun i Halland och ingår i Nissans huvudavrinningsområde.